# Лысая (гора, Беларусь)
Лысая (бел. Лысая) — гора в центре Логойской возвышенности, находится на территории Минского района в 21 км севернее Минска.

## Физико-географические характеристики
Высота — 342 м, это вторая (после Дзержинская, 345 м) по высоте точка Беларуси. Гора сложена мореновыми суглинками. Склоны возвышенности покрыты лугами, частью — лесом или кустарником. Почвы подвержены эрозии.